# Великая традиционная и символическая ложа Опера
Великая традиционная и символическая ложа Опера (ВТСЛО) (фр. Grande Loge traditionnelle et symbolique Opéra) является масонской великой ложей появившейся в результате раскола с Великой национальной ложей Франции (ВНЛФ) в 1958 году. ВТСЛО является мужским послушанием, и принадлежит к традиционному масонству.

## История
В 1958 году, семь лож ВНЛФ, во главе с ложей «Центр друзей» (фр. Centre des Amis), вышли из ВНЛФ, чтобы основать «Французскую великую национальную ложу Франции — Опера» (Grande Loge nationale française — Opéra). Само название Опера указывает на адрес новой штаб-квартиры нового послушания.
Раскол был вызван двумя причинами:
1. Сильным влиянием английских братьев на ВНЛФ (около 25 % масонов в ВНЛФ были англичане).
2. Стремление к установлению братских отношений с другими послушаниями[3].

Таким образом, спустя три года, новое послушание (ВТЛСО) установило братские отношения с другими масонскими организациями вступив в «Центр по связям и информации масонов, подписавших акт в Страсбурге» (CLIPSAS).
В 1982 году «ВНЛФ — Опера» была переименована в «Великую традиционную и символическую ложу Опера», или ВТСЛО. Смена названия была мотивирована желанием избежать путаницы и лучше дифференцировать себя от оригинального названия ВНЛФ и «Французской национальной ложи», основанной в 1968 году.

### Текущая ситуация
На сегодняшней день ВТСЛО насчитывает около 4500 членов в почти 300 ложах, как во Франции, так и во всём мире.
С Великой ложей Франции, ВТСЛО, в 2000 году, инициировала создание Конфедерации объединённых великих лож Европы, в которой состоят традиционные символические великие ложи непризнанные ОВЛА.

### Федеральная структура
ВТСЛО является федерацией французских и иностранных лож. Штаб-квартира ВТСЛО находится во Франции, но также есть представительства в Бельгии, Испании, Италии, Бразилии, Таиланде и Африке. Что касается последней, то там была создана в 2010 году «Великая традиционная символическая ложа Африки» (ВТСЛА,) объединившая ложи Сенегала, Республики Конго, Бенина, Кот-д'Ивуара, Мали и Того. Хотя ВТСЛА и контролируется ВТСЛО в вопросах соблюдения уставов и традиций ложи, с точки зрения уважения и общей культуры это африканское послушание имеет свою собственную автономию. То же самое и с ВТСЛМ, «Великой традиционной символической ложей Мадагаскара», основанной в 1993 году 25 ложами.
Французские ложи сгруппированы в шести регионах. Каждый ложа находится под наблюдением и управлением федерального советника избираемого местными органами (советник наблюдает за несколькими ложами в том же регионе). Федеральные советники находятся под властью помощников великого мастера. У Великого мастера 6 заместителей, которые несут ответственность за ложи в каждом регионе. Во главе ВТСЛО находится великий мастер, которого избирают тайным голосованием на Конвенте на срок не более трёх лет.
В январе 2011 года, Жан Дюбар, был избран 63 великим мастером ВТСЛО. Он был инициирован в масонство тридцать лет тому назад, и нёс в последние годы большую ответственность, так как исполнял обязанности заместителя великого мастера.
Существует также «Великий федеральный колледж», отвечающий за правовые аспекты, и «комитет мудрецов», состоящей из бывших великих мастеров. Комитет мудрецов является последней инстанцией в судебных решениях послушания, а также контролирует правильность общего функционирования управленческих органов (по аналогии с «Конституционным советом»).

### Используемые уставы
«Исправленный шотландский устав» (ИШУ) является официальным уставом ВТСЛО. Это означает, что все официальные церемонии проходят по этому уставу.
Также практикуются следующие уставы:
- Древний и принятый шотландский устав
- Французский устав
- Ритуал Эмулейшн
- Йоркский устав
- Стандартный шотландский ритуал

### Принципы
ВТСЛО является масонским мужским послушанием, хотя и признаёт женские послушания. Это является проблемой традиционных положений мужского масонства. Но политические и религиозные дискуссии также как и в других послушаниях запрещены в ложах ВТСЛО. Кроме того, работа ведется Во Славу Великого Архитектора Вселенной.

## Участие в объединении Французское масонство
В 2001 году во Франции было основано объединение масонских великих лож под названием «Французское масонство» (ФМ). В новое объединение кроме ВТСЛО вошли ещё восемь французских послушаний.
В октябре 2002 года по инициативе тех же девяти послушаний был создан Институт масонства Франции (ИМФ).